# Apodichthys sanctaerosae
Apodichthys sanctaerosae és una espècie de peix de la família dels fòlids i de l'ordre dels perciformes.

## Descripció
- Fa 29 cm de llargària màxima.[8][9]

## Alimentació
Menja crustacis petits.

## Hàbitat i distribució geogràfica
És un peix marí, demersal i de clima subtropical, el qual viu al Pacífic oriental: des de Pacific Grove (el centre de Califòrnia, els Estats Units) fins al nord de Baixa Califòrnia (Mèxic), incloent-hi l'illa Guadalupe.

## Observacions
És inofensiu per als humans.